# Кожич, Дино
Дино Кожичч (словен. Dino Kojic; род. 4 апреля 2005) — словенский футболист, атакующий полузащитник клуба «Олимпия».

## Клубная карьера
Кожич — воспитанник клуба «Олимпия». 8 июля 2024 года в поединке квалификации Лиги чемпионов против казахстанского «Кайрата» Дино дебютировал за основной состав. 19 июля в матче против «Приморья» он дебютировал в чемпионате Словении. В этом же поединке Дино забил свой первый гол за «Олимпию». В 2025 году игрок помог клубу выиграть чемпионат.

## Международная карьера
В 2025 году Кожич в составе молодёжной сборной Словении Кожич принял участие в молодёжном чемпионате Европы в Словакии. На турнире он сыграл в матчах против сборных Германии, Англии и Чехии.

## Достижения
Клубные
 «Олимпия»
- Победитель чемпионата Словении: 2024/25